# CNCO (album)
Pour les articles homonymes, voir CNCO (homonymie).
Albums de CNCO
Primera Cita
(26 août 2016)
CNCO est le second album studio éponyme du groupe latino CNCO, sorti le 6 avril 2018, sous le label de Sony Music Latin,,.

## Antériorité
En février 2018, lors du Vina del Mar, CNCO présente la pochette de leur nouvel album et annonce que celui-ci sera disponible en pré-vente à partir de début mars,.

## Composition
L’album est enregistré pendant que le groupe est en tournée avec le Más Allá Tour. Edgar Barrera, Icon Music, The Swaggernautz, David Cabrera, Mario Caceres, Yasmil Marrufo, Andy Clay, Frank Santofimio, Dabruk Matt Rad, Max Borghetti et Pinto Wahin ont collaboré sur cet album.

## Chansons
Le 4 avril 2017, le groupe sort le premier single du nouvel album Hey DJ. La chanson est enregistrée en 2 versions : une en duo avec le rappeur Yandel et une autre intitulée Pop Version, et qui est une version solo. Le clip est dévoilé le 28 avril 2017. Hey DJ est classée à la position 14 dans le « US Latin Chart » et elle a été certifiée 6 fois disque de platine.
Un remix de Reggaetón Lento, en duo avec le groupe britannique Little Mix sort le 18 août 2017. Il s’agit du deuxième single de l’album. Le titre permet au groupe de se classer numéro 1 au Royaume-Uni, puis à la position 5. Le clip est sorti le 17 septembre 2017. Reggaetón Lento a été certifiée disque de platine au Royaume-Uni.
Le troisième single de l’album, Mamita sort le 20 octobre 2017 et le clip le 18 janvier 2018. Un remix en duo avec le chanteur brésilien Luan Santana sort le 23 mars 2018, ainsi qu’un clip,. Le clip de la version originale a été dirigé par Daniel Duran et filmé à Quito en Équateur,,.
Sólo Yo est le quatrième single de l’album. Son clip sort le 6 avril 2018, le jour de la sortie de l’album.
Se Vuelve Loca est le cinquième single de l’album. Son clip sort le 19 juillet 2018. Une version spanglish de la chanson est sorti le 20 juillet 2018.

### Clips et chansons promotionnelles
Avant la sortie de l’album, trois chansons et leur clips sont dévoilés. Mi Medicina sort le 2 mars 2018, le même jour que la pré-vente de l’album. Son clip est sorti le même jour. Bonita, la deuxième chanson ainsi que son clip, sort le 16 mars 2018. Fiesta en Mi Casa sort le 30 mars 2018, une semaine avant la sortie de l’album. Encore une fois, le vidéo est sorti le même jour que la chanson.

## Listes de chansons
| 1.    | Sólo Yo                                                     | - Juan M. Frias - Emiliano Vázquez - José Alberto Roble Ramírez - Max Borghetti | 2:48 |
| 2.    | Hey DJ feat. Yandel                                         | - Edgardo Miranda - Edgar Barrera - Llandel Veguilla - Marco Masis - Jeannelyz Marcano | 3:27 |
| 3.    | Se Vuelve Loca                                              | - Yasmil Marrufo - Mario Cáceres | 3:12 |
| 4.    | Mamita                                                      | - Salomón Villada - Hoyos (Feid - Johan Esteban Espinosa (Jowan) - Carlos Alejandro Patiño (Mosty) - Andrés David Restrepo (Rolo) - Claudia Brant - Juan Pablo Piedrahita - Daniel Giraldo | 2:54 |
| 5.    | Fiesta en Mi Casa                                           | - Ender Zambrano - Oscar Hernández - Jorge Luis Chacin | 3:30 |
| 6.    | Noche Inolvidable                                           | - Frank Santofimio - Silverio Lozada - Andy Clay - Cáceres - Marrufo | 3:28 |
| 7.    | Bonita                                                      | - Feid - Jowan - Mosty - Rolo - Giraldo - Joel Pimentel - Erick Brian Colon - Zabdiel de Jesus - Yashua Camacho                                                                            | 3:11 |
| 8.    | Estoy Enamorado de Ti                                       | - Jovany Javier Barreto - Luis Alfredo Salazar - Tat Tong - Jesús "DalePlay" Herrera - Dave Siegel - Sam Nicolosi                                                                          | 3:28 |
| 9.    | Mala Actitud                                                | - Milton J. Restituyo - Juan A. Abreu - Yonathan Then - Rodolfo Jaquez - Salim Asencio | 3:08 |
| 10.   | Mi Medicina                                                 | - Marcos Alfonso Ramírez Carrasquillo - Juan Luis Morera - Víctor Rafael Torres | 3:35 |
| 11.   | Fan Enamorada                                               | Ricardo Montaner | 3:59 |
| 12.   | No Me Sueltes                                               | - Feid - Jowan - Mosty - Rolo - Giraldo - Richard Camacho - Joel Pimentel | 2:57 |
| 13.   | Demuéstrame                                                 | - Victor Delgado - Juan Luis Londoño - Juan Luis Morera | 3:02 |
| 14.   | Reggaetón Lento (Bailemos) (Remix) (en duo avec Little Mix) | - Luis Angel O’Neill - Jadan Andino - Eric Perez - Jorge Class - Jean Rodriguez - Camille Purcell                                                                                          | 3:09 |
| 45:48 |                                                             | |      |

## Charts et Certifications

### Album
| Année | Album                                                                                          | Positions  | Positions | Positions | Positions | Positions | Certifications                                                                   |
| Année | Album                                                                                          | États-Unis | EUA Latin | COL       | ESP       | MEX       | Certifications                                                                   |
| ----- | ---------------------------------------------------------------------------------------------- | ---------- | --------- | --------- | --------- | --------- | -------------------------------------------------------------------------------- |
| 2018  | CNCO - Lancement: 6 avril 2018 - Label: Sony Music Latin - Formats: CD, téléchargement digital | 33         | 1         | 1         | 3         | 9         | - EUA: Platine (Latin) - MEX: Or - Argentine: Or - Colombie: Platine - Chili: Or |

### Chansons
| Année | Chansons                                    | Positions | Positions         | Positions     | Positions | Positions | Positions | Certifications                                                                 | Album                                    |
| Année | Chansons                                    | EUA Latin | EUA Latin Airplay | EUA Latin Pop | COL       | ESP       | MEX       | Certifications                                                                 | Album                                    |
| ----- | ------------------------------------------- | --------- | ----------------- | ------------- | --------- | --------- | --------- | ------------------------------------------------------------------------------ | ---------------------------------------- |
| 2017  | Hey DJ (et Yandel)                          | 14        | 9                 | 3             | 33        | 6         | 3         | - ESP: 3 × Platine - MEX: 4 × Platine - EUA: 6 × Platine(Latin) - MEX: Diamant | CNCO                                     |
| 2017  | Reggaetón Lento (Remix) (Little Mix & CNCO) | 6         | 4                 | 1             | —         | 14        | 11        | - Royaume-Uni: Or - MEX: Or                                                    | Glory Days: The Platinum Edition et CNCO |
| 2017  | Mamita                                      | 28        | 34                | 15            | —         | 89        | 27        | - EUA: Or (Latin) - Argentine: Platine - Chili: Platine - MEX: Or              | CNCO                                     |